# Cosmarium humile
Cosmarium humile, auch Kleine Zieralge genannt, ist eine Algenart aus der Gruppe der Zieralgen (Desmidiales).

## Beschreibung
Cosmarium humile ist eine sehr kleine Art. Sie wird ungefähr 15 Mikrometer lang und 14 Mikrometer breit. Die Halbzellen sind trapezförmig, ihr Scheitel ist breit und zwei- bis vierfach gewellt. Jede Halbzelle weist in ihrem Zentrum eine große Warze auf. Die Chloroplasten enthalten je ein Pyrenoid.

## Vorkommen
Die Art ist in Europa sowie Australien und Neuseeland nachgewiesen. Sie ist sehr verbreitet. Ihr Lebensraum ist die Randzone größerer Teiche und Seen. Selten ist sie auch in Hochmooren anzutreffen. Da sich die Zellen lange schwebend halten können, kommt die Art auch im Plankton vor.

## Belege
- Heinz Streble, Dieter Krauter: Das Leben im Wassertropfen. Mikroflora und Mikrofauna des Süßwassers. Ein Bestimmungsbuch. 10. Auflage. Kosmos, Stuttgart 2006, ISBN 3-440-10807-4, S. 208.
- Arteintrag auf algaebase